# Kəlbəhüseynli
Kəlbəhüseynli är en ort i Azerbajdzjan.   Den ligger i distriktet Masallı Rayonu, i den sydöstra delen av landet, 180 km sydväst om huvudstaden Baku. Antalet invånare är 1 231.
Terrängen runt Kəlbəhüseynli är platt. Runt Kəlbəhüseynli är det ganska tätbefolkat, med 230 invånare per kvadratkilometer.. Närmaste större samhälle är Dzhalilabad, 19,7 km nordväst om Kəlbəhüseynli.
Trakten runt Kəlbəhüseynli består till största delen av jordbruksmark.